# Zhongyuan
För andra betydelser, se Zhongyuan (olika betydelser).
Zhanqian är ett stadsdistrikt och säte för stadsfullmäktige i Zhengzhou i Henan-provinsen i norra Kina.